# Crown Lager
Crown Lager so začeli izdelovati leta 1919 v Fostersu kot Fosters Crown Lager in je bil sprva namenjen samo tujim visokim gostom Avstralije. Med prvim obiskom Elizabete II. v Avstraliji leta 1954, je Fosters dogodek izkoristil za to, da je Crown Lager poslal na tržišče.
Crown lager je razpoznaven predvsem zaradi neobičajno oblikovane steklenice ter zaščitenega logotipa, ki so ga od leta 1954 spremenili samo štirikrat.

## Različice
Leta 2006 je pivovarna Carlton & United Beverages, ki pivo proizvaja danes v sklopu skupine Fosters, na trg poslala še dve vrsti piva pod imenom Crown:
- Crown Gold - prvo avstralsko srednje močno pivo, ki se prodaja samo v Queenslandu, Zahodni Avstraliji in Severnem teritoriju.

- Crown Pilsner - pivo bolj evropskega okusa, izdano v omejenih količinah, ki je naprodaj le v izbranih trgovinah.